# Lista monet wprowadzonych do obiegu w okresie GG

## Monety wprowadzone do obiegu w okresieGG[1]
| Lp. | Zdjęcie | Nominał   | Parametry     | Parametry | Parametry                 | Parametry | W obiegu  | Bita w latach   | Uwagi                                                                      |
| Lp. | Zdjęcie | Nominał   | Średnica (mm) | Masa (g)  | Materiał                  | Rant      | W obiegu  | Bita w latach   | Uwagi                                                                      |
| --- | ------- | --------- | ------------- | --------- | ------------------------- | --------- | --------- | --------------- | -------------------------------------------------------------------------- |
| 1   |         | 1 grosz   | 14,7          | 1,17      | cynk                      | gładki    | 1941–1950 | 1941–1944       | z datą 1939                                                                |
| 2   |         | 5 groszy  | 16,0          | 1,74      | cynk                      | gładki    | 1943–1950 | 1943–1944       | z datą 1939, moneta z otworem                                              |
| 3   |         | 10 groszy | 17,6          | 2,0       | cynk                      | gładki    | 1940–1950 | 1941–1944       | z datą 1923 i znakiem mennicy warszawskiej                                 |
| 4   |         | 20 groszy | 20,0          | 2,97      | cynk                      | gładki    | 1940–1950 | 1941, 1943–1944 | z datą 1923 i znakiem mennicy warszawskiej                                 |
| 5   |         | 50 groszy | 23,0          | 5,0       | żelazo / żelazo niklowane | gładki    | 1940–1942 | 1938–1939       | z datą 1938, wcześniej wprowadzona do obiegu w II RP dnia 26 sierpnia 1939 |